# Jane March
Jane March (* 20. März 1973 in London; eigentlich Jane March Horwood) ist eine britische Schauspielerin und  Fotomodell. Bekannt ist sie vor allem durch die Rolle des jungen Mädchens in Jean-Jacques Annauds Filmdrama Der Liebhaber aus dem Jahr 1992, für die sie mit dem Bambi als beste Hauptdarstellerin ausgezeichnet wurde.

## Leben und Karriere
March wurde 1973 als Jane March Horwood im Londoner Stadtteil Edgware geboren. Ihr Vater, der Lehrer Bernard Horwood, hat englische und spanische Vorfahren, ihre Mutter Jean ist chinesisch-vietnamesisch. March wuchs mit einem drei Jahre älteren Bruder im Londoner Stadtteil Pinner auf.
Im Alter von 15 Jahren wurde March als Model entdeckt und von der Modelagentur Storm Model Management unter Vertrag genommen. Da sie sich aufgrund ihrer Körpergröße von nur 1,57 m nicht für den Laufsteg eignete, begann sie als Fotomodell zu arbeiten und verwendete statt Horwood fortan ihren zweiten Vornamen March als Nachnamen. Im Laufe ihrer Modelkarriere arbeitete sie für eine Reihe Modehäuser wie Armani, Chanel und Versace sowie mit Fotografen wie Annie Leibovitz und Helmut Newton.
Im September 1990 erschien March auf der Titelseite des Jugendmagazins Just Seventeen. Der Regisseur Jean-Jacques Annaud, der für die Verfilmung des Romans Der Liebhaber von Marguerite Duras auf der Suche nach einer geeigneten Hauptdarstellerin war, entdeckte ihr Bild und lud sie zum Casting ein. Begeistert äußerte er sich über die damals 17-jährige March: „Die meisten Mädchen in diesem Alter verfügen nicht über diese Ambiguität. Sie haben gute Zähne und ein nettes Lächeln. [March dagegen] hatte eine Vergangenheit in ihren Augen.“ Obwohl March keinerlei schauspielerische Erfahrungen hatte, bekam sie die Rolle. Der Liebhaber (1992) wurde ein großer Erfolg und March erhielt für ihre schauspielerische Leistung den Bambi als beste Hauptdarstellerin.
March bekam auch die Schattenseiten des Ruhms zu spüren. Aufgrund der sehr echt wirkenden Sexszenen des Films spekulierte die britische Presse, dass sie und ihr Filmpartner Tony Leung Ka-Fai den Geschlechtsakt tatsächlich vor der Kamera praktiziert hätten, und die March erhielt den Spitznamen „The Sinner from Pinner“ (zu dt.: „Die Sünderin von Pinner“). March und ihrer Familie machte diese Berichterstattung so schwer zu schaffen, dass sie vorübergehend untertauchten, um von den Schlagzeilen Abstand zu gewinnen. Mit der Äußerung „Ob es simuliert oder echt ist, spielt für mich keine Rolle“ gebot Regisseur Annaud den Spekulationen zunächst wenig Einhalt, erst später wies er sämtliche Mutmaßungen als unwahr zurück.
March sagte zu einem späteren Zeitpunkt: „Die Andeutung [Annauds], ich hätte während der Dreharbeiten tatsächlich mit Tony Leung geschlafen, war eine widerwärtige Behauptung. [Annaud] versuchte damit Werbung für seinen Film zu machen. Heutzutage würde ich anders mit dieser Sache umgehen, aber damals, als ich fast noch ein Kind war, war das Ganze sehr, sehr schwer für mich. Ich fühlte mich von ihm ausgenutzt. […] Danach hatten Jean-Jacques Annaud und ich mehrere Jahre lang keinen Kontakt mehr.“
Zwei Jahre nach ihrem Debüt spielte March an der Seite von Bruce Willis in dem Psychothriller Color of Night (1994). Ihre Darbietung wurde von Kritikern überwiegend negativ aufgenommen und sie wurde gleich zweimal für die Goldene Himbeere nominiert. Danach folgten Rollen in weniger bekannten Filmen und Gastauftritte in Fernsehserien. 2010 spielte sie eine Nebenrolle in dem Fantasyfilm Kampf der Titanen und 2011 war sie in dem britischen Filmdrama Will – Folge deinem Traum zu sehen, an ihren Erfolg mit Der Liebhaber konnte sie jedoch bis heute (Stand 2022) nicht mehr anknüpfen.
Von 1993 bis 2001 war March mit Carmine Zozzora, einem Freund von Bruce Willis und Co-Produzent von Color of Night, verheiratet.

## Filmografie
- 1992: Der Liebhaber (L’Amant)
- 1994: Color of Night
- 1996: Verhängnisvolle Begegnung (Never Ever)
- 1998: Tarzan und die verlorene Stadt (Tarzan and the Lost City)
- 1998: Liebe war nicht ihr Auftrag (Provocateur)
- 2000: Relic Hunter – Die Schatzjägerin (Relic Hunter, Fernsehserie, 1 Folge)
- 2000: Dark Prince: The True Story of Dracula (Fernsehfilm)
- 2001: Dark Realm (Fernsehserie, 1 Folge)
- 2003: Beauty and the Beast
- 2006: Stone Merchant – Händler des Terrors (Il Mercante di pietre)
- 2008: My Last 5 Girlfriends
- 2010: Stalker
- 2010: Kampf der Titanen (Clash of the Titans)
- 2011: Perfect Baby
- 2011: Will – Folge deinem Traum (Will)
- 2012: Grimm’s Snow White
- 2013: The Sweeter Side of Life (Fernsehfilm)
- 2013: Jack the Giant Killer
- 2014: Flim: The Movie

## Auszeichnungen und Nominierungen
- Bambi 1992 für ihre Rolle des jungen Mädchens in Der Liebhaber (ausgezeichnet)
- Goldene Himbeere/Schlechteste Schauspielerin 1995 für ihre Rolle der Rose in Color of Night (nominiert)